# ماسارو أكيبا
ماسارو أكيبا (秋葉 勝) مواليد 19 فبراير 1984 في كامينوياما، ياماغاتا، ياماغاتا، اليابان، هو لاعب كرة قدم يلعب كلاعب وسط.

## روابط خارجية
- ماسارو أكيبا على موقع رابطة كرة القدم اليابانية للمحترفين (اليابانية)
- ماسارو أكيبا على موقع قاعدة بيانات كرة القدم.إي يو (الإنجليزية)
- ماسارو أكيبا على موقع Soccerway.com (الإنجليزية)
- ماسارو أكيبا على موقع عالم كرة القدم.نت (الإنجليزية)